# Fritz Meyer Holding
Das Basler Familienunternehmen Fritz Meyer AG agiert seit 1925 eigenständig in den Bereichen Mineralölhandel, Schmierstoffe, Immobilien sowie Tankstellen.
Die Fritz Meyer AG ist eine der Tochtergesellschaften der Fritz Meyer Holding, die 1998 gegründet wurde. Weitere Tochtergesellschaften sind die AVIA Distribution SA und die Petrola AG. Gleichzeitig ist die Fritz Meyer Holding AG mit 39,2 % an der AVIA AG beteiligt.

## Tätigkeitsgebiet
Die Fritz Meyer AG ist Gründungsmitglieder der AVIA – einer in der Schweiz beheimateten Vereinigung unabhängiger Mineralölimporteure, die 1927 ins Leben gerufen wurde. Das AVIA-Tankstellennetz umfasst etwa 550 Tankstellen in der Schweiz. Davon betreibt die Fritz Meyer AG gemeinsam mit der AVIA Distribution SA etwa 81 AVIA-Tankstellen, 59 Automatentankstellen und 22 Shop-Tankstellen. Letztere werden in Kooperation mit der SPAR Handels AG Schweiz geführt. Eines der Projekte des Unternehmens ist der Aufbau eines schweizweiten AVIA H2 -Tankstellennetzes. Über die gemeinsam mit weiteren Schweizer AVIA-Mitgliedsfirmen gegründete AVIA VOLT Suisse AG werden das Laden von elektrisch angetriebenen Fahrzeugen und die Energieoptimierung in Gebäuden bearbeitet.
Im Jahr 2023 eröffnete die Fritz Meyer AG das Auto-SPA in Pratteln, eine ressourcenschonende Waschstrasse für PKW. Go Clear ist ein System zum Tanken von Scheibenwischwasser, bei dem auf Plastikbehälter verzichtet wird.

## Geschichte
Die Gründung der heutigen Fritz Meyer AG geht auf das Jahr 1860 zurück, als Rudolf Friedrich Meyer in Basel eine Wagnerei eröffnete. Im Jahr 1916 stieg das Unternehmen auf motorisierte Verkehrsmittel um und erwarb seinen ersten Lastwagen. Zeitgleich starteten die Aktivitäten im internationalen Handel. Seit der Umwandlung in ein Aktienunternehmen im Jahr 1924 firmiert das Unternehmen als Fritz Meyer AG und handelt seit 1925 eigenständig mit flüssigen Treib- und Brennstoffen. Ab den 50er Jahren betrieb die Fritz Meyer AG die ASAG AG, eine der ersten VW-Vertretungsgesellschaften in der Schweiz. Im Jahr 2019 wurde die ASAG AG an die AMAG AG verkauft.